# Ширлі Бренер
Ширлі Бренер (англ. Shirly Brener; нар. 24 вересня 1978, Хайфа, Ізраїль) — ізраїльсько-американська акторка, кінопродюсер, телеведуча, знавець мистецтва та письменниця.

## Біографія
Народилася 24 вересня 1978 року в місті Хайфі (Ізраїль) в родині спортсмена Денні Бренера та актриси Смадар Бренер.
Виросла в Лос-Анджелесі (штат Каліфорнія, США) і Лондоні (Англія, Велика Британія).

## Кар'єра
Дебютувала у кіно в 1994 році, зігравши роль королеви краси у фільмі «Озброєна та безневинна». У 2009 році Бренер зіграла роль Бріттні у фільмі «Тимчасово вагітна». В 2011 році вона стала лауреатом Beverly Hills Film Festival. Всього зіграла в 59-ти фільмах і телесеріалах.
З 2006 року Ширлі Бренер працює ще й також продюсером і в даний час вона спродюсувала сім фільмів.
Також Ширлі є телеведучою, знавцем мистецтва та письменницею.

## Особисте життя
З 2004 року Ширлі одружена сценаристом Брюсом Рубенштейном. У подружжя є двоє доньок — Міла Бренер Рубенштейн (нар. у лютому 2005 року) і Джурні Ель Рубенштейн (нар. 04 лютого 2012 р.).